# International Data Group

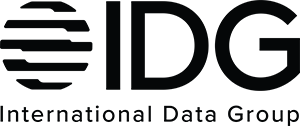
Logo-ul International Data Group (IDG)

International Data Group (IDG) este o companie media, de cercetare și organizare evenimente din Statele Unite ale Americii. Compania a fost înființată în anul 1964 și este în prezent (iunie 2008) cea mai mare companie media din domeniul IT.
IDG deține compania International Data Corporation (IDC).
În fiecare an, IDG organizează mai mult de 750 de conferințe și evenimente în 55 de țări.
Compania publică revistele PC World, Macworld, Computerworld, Network World și multe altele.
În fiecare lună, cele 450 de website-uri ale companiei au peste 80 de milioane de vizitatori unici. Divizia online a companiei este susținută de mai mult de 2.000 de jurnaliști.
Număr de angajați în 2007: 13.640
Cifra de afaceri în 2007: 3 miliarde USD